# Villa halteralis
Villa halteralis – gatunek muchówki z rodziny bujankowatych i podrodziny Exoprosopinae. Zamieszkuje zachodnią Palearktykę.

## Taksonomia
Gatunek ten opisany został po raz pierwszy w 1883 roku przez Ferdinanda Kowarza pod nazwą Anthrax halteralis. Jako miejsce typowe wskazano Czechy.

## Morfologia
Muchówka o ciele długości od 8,5 do 12 mm. Niemal kulista głowa ma między łuskami na twarzy żółte owłosienie. Tułów jest krótki, lekko wypukły na przedzie i wyraźnie spłaszczony z tyłu. Ubarwienie przezmianek jest czarne, nie jaśniejsze niż odnóża, a przed przezmiankami rosną pęczki białych włosków. Biała łuseczka skrzydłowa ma na krawędziach żółte orzęsienie. Barwa plumuli jest biała. Odwłok jest krótki i szeroki, ciemny w przepaski z jasnych łusek. Trzeci tergit ma na przedniej krawędzi przepaskę znacznie węższą niż tergit czwarty. Na bokach piątego i szóstego tergitu wyrastają kępki czarny włosków. Wierzchołek odwłoka u samicy ma wieniec długich, zakrzywionych szczecinek.

## Ekologia i występowanie
Owady dorosłe latają w pełnym słońcu i chętnie odwiedzają kwiaty, celem żerowania na nektarze. Jaja składane są do gleby. Larwy są pasożytami gąsienic motyli nocnych.
Gatunek palearktyczny. W Europie znany jest z Hiszpanii, Francji, Niemiec, Szwajcarii, Austrii, Włoch, Szwecji, Finlandii, Polski, Czech, Słowacji, Węgier, Ukrainy, Mołdawii, Rumunii, Bułgarii, Grecji oraz europejskiej części Rosji. Poza Europą wykazywany był z Armenii i Wysp Kanaryjskich.